# San Francisco de Asís, Jalisco
San Francisco de Asís är en ort i Mexiko.   Den ligger i kommunen Atotonilco el Alto och delstaten Jalisco, i den centrala delen av landet, 400 km väster om huvudstaden Mexico City. San Francisco de Asís ligger 1 966 meter över havet och antalet invånare är 5 291.
Terrängen runt San Francisco de Asís är kuperad söderut, men norrut är den platt. Runt San Francisco de Asís är det ganska tätbefolkat, med 108 invånare per kvadratkilometer. Närmaste större samhälle är Atotonilco el Alto, 7,6 km sydost om San Francisco de Asís. I omgivningarna runt San Francisco de Asís växer huvudsakligen savannskog.